# فرودگاه کولارنبری
فرودگاه کولارنبری (به انگلیسی: Collarenebri Airport) یک فرودگاه همگانی با کد یاتا CRB است که یک باند فرود سنگفرش دارد و طول باند آن ۱۲۱۸ متر است. این فرودگاه در کشور استرالیا قرار دارد و در ارتفاع ۴۶ متری از سطح دریا واقع شده‌است.